# 石德林
寒贫（?—?），本姓石，字德林，安定郡（治今甘肃省镇原县）人，三国时曹魏学者。
建安初年，石德林客居三辅。当时长安有宿儒栾文博，门徒数千人，石德林跟从他学习，精通《诗经》、《书经》、《老子》等。后来喜欢方术道家之学。建安十六年，马超起兵，关中大乱，石德林南入汉中。开始不治产业，不娶妻妾，常读老子五千言和各种方术道家诸书，昼夜吟咏。建安二十五年，汉中被刘备占领，他随众人回到长安，于是痴愚不再认人。吃饭不求味道，冬天夏天常常穿弊布连结衣。独居穷巷小屋，别人给他衣物食物，他不肯取。郡县因为他鳏穷，给他每天五升粮食，食物不足，以乞食为生，乞讨不要多。别人问他的姓名，又不肯说，号称寒贫。有和他相知的人，去抚恤他，他于是拜跪，有人说他并不痴傻。车骑将军郭淮问他想干什么，他也不说。郭淮给他脯糒及衣服，不取其衣服，只取一朐脯、一升糒而已。